# Prinzessin al-Datma und Prinz Bahram

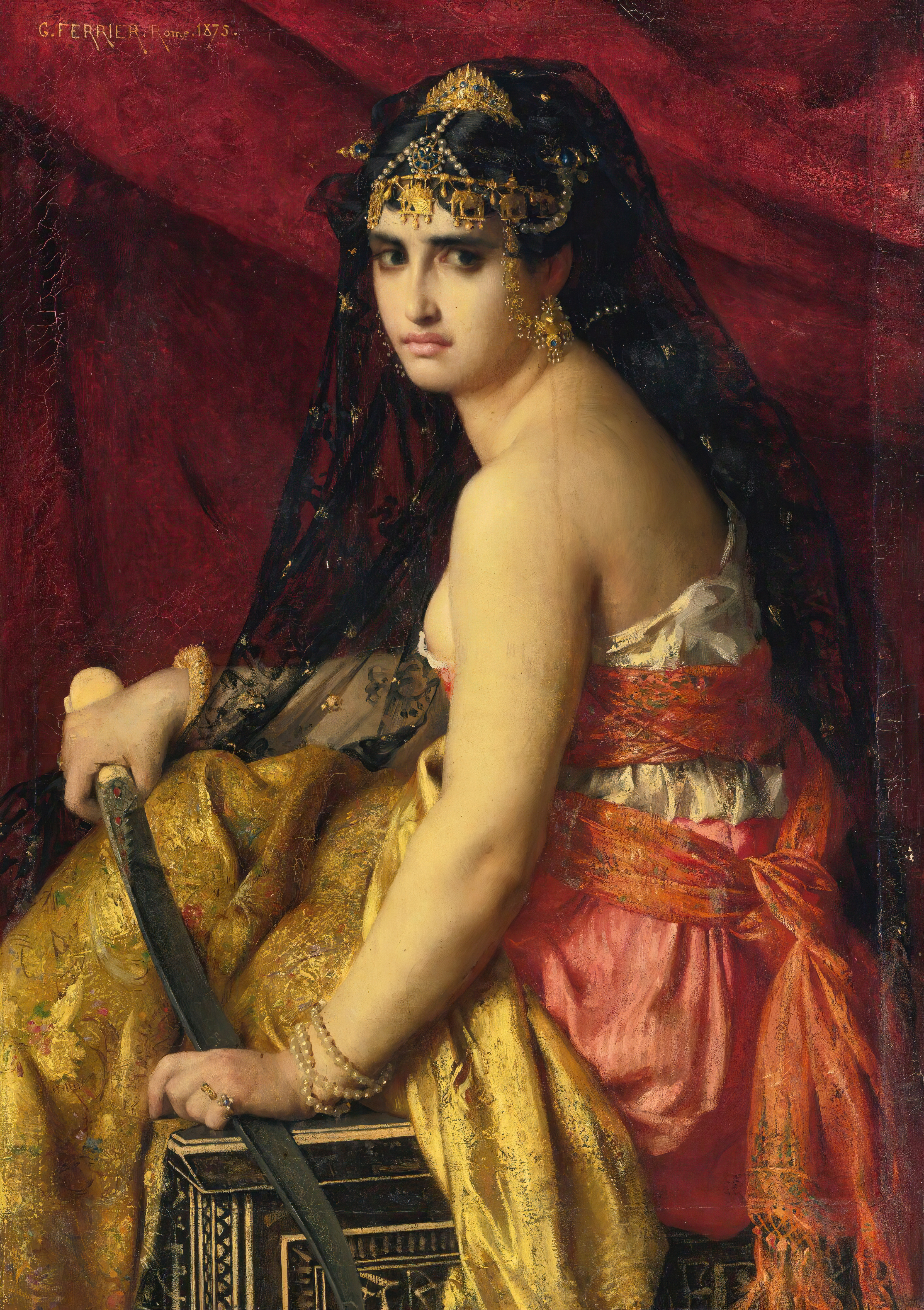
Die Prinzessin al-Datma. Gemälde von Gabriel Ferrier, 1875.

Prinzessin al-Datma und Prinz Bahram, auch Prinz Bahram und Prinzessin al-Datma ist eine Erzählung aus den Geschichten aus Tausendundeiner Nacht. In der Arabian Nights Encyclopedia wird sie als ANE 202 gelistet (→ Tausendundeine Nacht – Liste der Geschichten). Sie ist eine Binnengeschichte der größeren Erzählung Die List und Tücke der Frauen (ANE 181).
In der Geschichte versucht ein persischer Prinz eine ihm überlegene Prinzessin als Ehefrau für sich zu gewinnen.

## Handlung

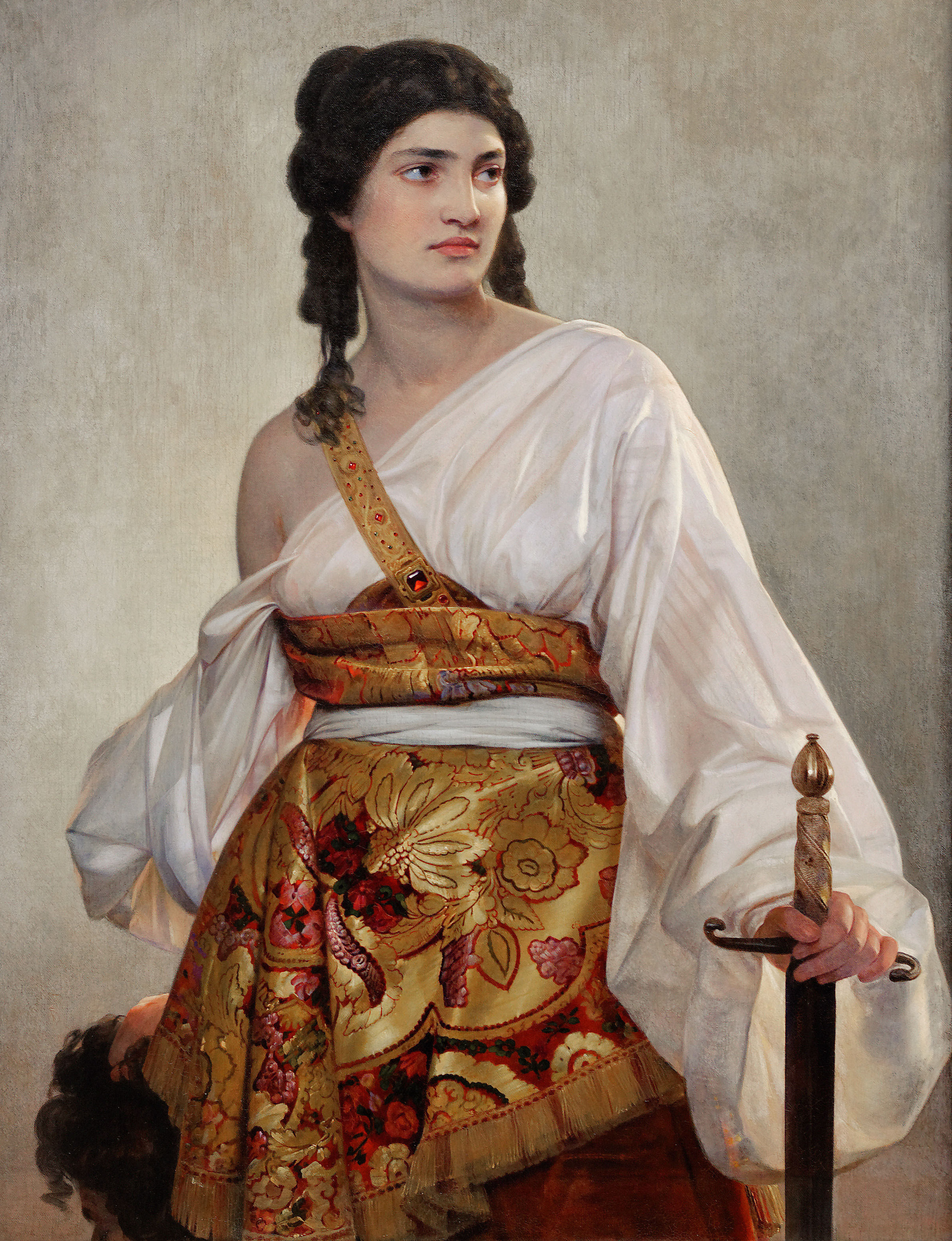
Die Prinzessin al-Datma. Gemälde: August Riedel, 1840

Einst lebte in einem Königreich eine Prinzessin namens al-Datma, die nicht ihresgleichen an Schönheit und Lieblichkeit hatte und von allen Prinzen ihrer Zeit umworben wurde. Doch die Prinzessin war auch eine begnadete Kriegerin und lehnte es ab einen Mann zu heiraten, der sie nicht im Zweikampf mit Lanze und Schwert besiegen konnte. Dem Verlierer nahm sie Waffen und Rüstung ab und brannte auf seiner Haut den Satz ein: „Dies ist al-Datmas Freigelassener“. 
Nun hörte auch Prinz Bahram aus Persien von der Schönheit und Anmut al-Datmas und begab sich an den Königshof in ihrem Lande mit Geschenken und Schätzen. Als Al-Datma ihn abwies, wenn er nicht mit ihr kämpfen wolle, nahm er das Duell unter den Augen der Öffentlichkeit an. Al-Datma musste erkennen, dass sie nicht nur einen ebenbürtigen, sondern einen ihr wohl überlegenen Gegner gefunden hatte und dass sie den Kampf verlieren würde. Um dem zu entgehen, griff sie zu einer List und öffnete das Visier ihres Helms. Prinz Bahram war von ihrer Schönheit so betört, dass er seine Konzentration verlor und letztlich von der Prinzessin im Kampf besiegt wurde. Sie demütigte ihn, indem sie ihm ihr Brandzeichen einbrannte, ihm Waffen und Rüstung nahm und ihn fortschickte. Doch Prinz Bahram, der vom Anblick der Prinzessin in seiner Leidenschaft nun gänzlich entfesselt war, wollte nicht von seinem Ziel ablassen, die Prinzessin für sich zu gewinnen. 
Als die Prinzessin einmal zusammen mit ihren Sklavinnen und Eunuchen in den Garten kam, fanden sie dort einen alten Mann vor, der einige kostbare Kleider und Schätze auf dem Boden ausgebreitet hatte. Als die Prinzessin und ihre Dienerinnen fragten, was er denn damit wolle, erklärte er Alte, dass er für diese Gaben eine der anwesenden Frauen heiraten wolle. Die Frauen lachten ihn aus und fragten, was ein alter Mann wie er denn dann mit ihr machen wolle, woraufhin der Alte erklärte, er wolle dem geheirateten Mädchen lediglich einen Kuss geben und sich danach sogleich wieder scheiden lassen. Prinzessin al-Datma war belustigt und erklärte daraufhin eine ihrer Sklavinnen für mit ihm verheiratet. Der Alte gab dem Mädchen einen Kuss, sprach die Scheidung aus und gab ihr die versprochenen Schätze. Die Frauen lachten ihn aus und gingen davon. Am nächsten Tag kam die Prinzessin mit ihren Dienerinnen erneut in den Garten und wieder fanden sie den alten Mann mit Schätzen und derselben Bitte vor. Sie verheiratete eine weitere Sklavin mit ihm und wieder gab der Alte ihr einen Kuss, schied sich sogleich wieder von ihr und übergab die Schätze. Angesichts dessen, dass ihre Sklavinnen nun solche Kostbarkeiten besitzen durften, keimte in al-Damat die Eifersucht auf und sie entschied, dass sie mehr Anrecht darauf habe.
Am nächsten Tag schlich die Prinzessin al-Datma allein im Gewand einer Sklavin in den Garten und wieder traf sie auf den Alten und dessen kostbaren Schätze. Sie gab sich dem Alten als die Königstochter zu erkennen und bat ihn, sich wie bei den anderen Mädchen zuvor, mit ihr zu vermählen. Doch als der Alte sich näherte, um sie zu küssen, packte er sie plötzlich mit festem Griff, warf sie auf die Erde, vergewaltigte sie und nahm ihr die Jungfräulichkeit. Dann riss er sich den falschen Bart ab und gab sich als Prinz Bahram zu erkennen. Die Prinzessin war genau in die von ihm gestellte Falle getappt, denn Bahram hatte sich in Verkleidung des Alten als Gärtner anstellen lassen und war so in die Nähe der Prinzessin gekommen. Die Schätze waren jene, die er aus Persien mitgebracht hatte. 

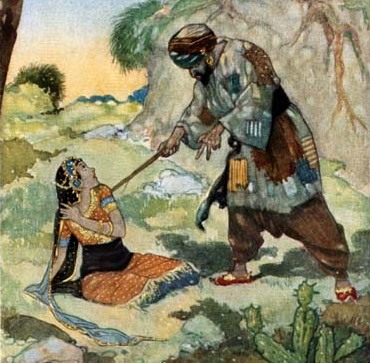
Prinz Bahram überwältigt die Prinzessin. Bild von René Bull.

Beschämt und verstört von ihrer Vergewaltigung dachte al-Datma nach, was sie nun tun sollte, doch sie kam zu der Ansicht, dass sie derart beschämt als Prinzessin weder in ihrem Land bleiben konnte, noch, dass Bahrams Tod durch ihre Hand ihr etwas bringen würde. Daraufhin entschied sie mit Bahram nach Persien zu gehen, wo er sie heiratete und sie seine Frau blieb, bis der Tod sie voneinander trennte.

## Hintergrund

### Textgeschichte
Die Geschichte findet sich in den frühen Druckausgaben von Tausendundeine Nacht, darunter in Bulaq I, der Breslauer Ausgabe und Kalkutta II. Max Habicht griff auf die Breslauer Edition zurück, Richard Francis Burton und Enno Littmann auf die Kalkutta II-Edition.

### Darstellung sexueller Inhalte und Gewalt
In Max Habichts von sexuellen Inhalten stark bereinigter deutscher Übersetzung (Erstausgabe 1824–1843) wird lediglich erwähnt, dass Prinz Bahram die Prinzessin al-Datma zu Boden ringt und sich ihr dann erkenntlich zeigt. In den späteren, sexuell deutlich offenherzigeren Übersetzungen von Richard Francis Burton (Erstausgabe 1885–1888) und Enno Littmann (Erstausgabe 1922–1928) wird al-Datmas Vergewaltigung explizit beschrieben.

## Ausgaben
- Max Habicht: Tausend und eine Nacht – Arabische Erzählungen, F.W. Hendel Verlag, Leipzig 1926, 12 Bände, Band 11, S. 236–243.
- Richard Francis Burton: Arabian Nights, Burton Club, 1900 (Erstausgabe 1885–1888), 16 Bände, Band 6, S. 184–188.
- Enno Littmann: Die Erzählungen aus den tausendundein Nächten, Insel Verlag, Frankfurt 1968 (Erstausgabe 1922–1928), 6 Bände, Band 4, S. 334–340.